# Transducció

Transducció. El virus bacteriòfag es comporta com a vehicle que transporta fragments d'ADN procedents del bacteri 1 al bacteri 4.

La transducció o transformació vírica és el procediment pel qual l'ADN és transferit des d'un bacteri cap a un altre bacteri gràcies a un virus del tipus bacteriòfag. També la transducció es refereix al procediment pel qual un ADN forà és introduït en una altra cèl·lula amb la tècnica del vector viral. Aquesta és una eina comunament usada en biologia molecular per introduir de forma estable un gen aliè dins del genoma d'una cèl·lula hoste.
La transducció s'ha observat en Enterobacteris, Bacillus, Staphylococcus, Pseudomonas, etc.
Quan els bacteriòfags (virus que infecten els bacteris) infecten una cèl·lula d'un bacteri la seva manera normal de reproduir-se és aprofitar la replicació de l'ADN, la transcripció genètica i la translació biològica de la cèl·lula hoste per a fer nombrosos virions o partícules completes incloent l'ADN viral o l'ARN i la capa de proteïna.
La transducció es porta a terme ja sigui amb el cicle lític o amb el cicle lisogènic.
Si s'adopta el cicle lisogènic els cromosomes del bacteriòfag s'integren en el cromosoma bacterial, on pot quedar latent durant milers de generacions.
Hi ha dos tipus de transducció: la transducció generalitzada i la transducció restringida o especialitzada.

## Transducció generalitzada
Tot seguit a la infecció d'una cèl·lula, el virus provoca el trencament del material genètic d'aquesta mateixa cèl·lula i deixa anar els seus components (els ribosomes i potser les polimerases) per produir moltes còpies d'ell mateix. Al terme d'aquest procés, anomenat cicle lític, alguns fragments d'ADN del bacteri poden acabar incorporats (inserir-se) en la càpsida de les noves partícules dels fags. Quins i quants fragments poden inserir-se és quelcom casual (d'aquí prové el nom de generalitzada). L'únic límit és la dimensió de la càpsida. Els virions amb ADN viral i bacterià surten de la cèl·lula després d'haver-ne provocat la lisi (el trencament); en cas d'haver infeccions successives d'aquests fags l'ADN contingut (l'ADN del bacteri precedent anomenat fragment transducent) serà injectat a una altra cèl·lula.

## Transducció especialitzada
Quan un virus ataca una cèl·lula bacteriana, el seu ADN pot inserir-se en el cromosoma i així és possible que es multipliqui. Aquesta condició s'anomena lisogènia i el bacteri lisogènic.
L'ADN viral pot, seguint uns determinats estímuls, escapar-se del cromosoma: en alguns casos la sortida no es precisa i el fragment que se separa pot portar amb ell encara una part del cromosoma del bacteri. Vist que molts virus s'insereixen sempre en loci ben definits del cromosoma, en aquests casos arrosseguen amb ells sempre els mateixos gens. Al terme del cicle lític es formaran noves partícules virals i alguna d'aquestes tindrà un ADN mixt: aquest ADN viral amb l'afegit dels gens bacterians, podrà ésser inserit en punts específics anomenats regions d'homologia d'altres bacteris en cas de successives infeccions dels fags.
Un exemple de transducció especialitzada és amb fag λ en Escherichia coli.